# Barış Yardımcı
Barış Yardımcı (Malazgirt, 14 agosto 1992) è un calciatore turco, difensore svincolato.

## Carriera

### Club
Ha giocato nella prima divisione turca.

### Nazionale
Nel 2017 ha giocato 2 partite nella nazionale turca.